# Caidate
Caidate (Caidaa in dialetto varesotto) è una frazione di 586 abitanti del comune italiano di Sumirago posta a nord del centro abitato. Costituì un comune autonomo fino al 1869.

## Storia
Fu un antico comune del Milanese.
Registrato agli atti del 1751 come un borgo di circa 450 abitanti, nel 1786 Caidate entrò per un quinquennio a far parte dell'effimera Provincia di Varese, per poi cambiare continuamente i riferimenti amministrativi nel 1791, nel 1798 e nel 1799. Alla proclamazione del Regno d'Italia nel 1805 risultava avere 494 abitanti. Nel 1809 un regio decreto di Napoleone permise d'un colpo l'annessione di Albusciago, Montonate e Sumirago, ma Caidate fu poi a sua volta annesso da Albizzate nel 1811. Il Comune di Caidate fu quindi ripristinato con il ritorno degli austriaci, e l'abitato risultò essere popolato da 620 anime nel 1853, scese a 586 nel 1861. La soppressione dell'autonomia comunale giunse infine nel 1869 su decreto di Vittorio Emanuele II, che decise stavolta l'unione con Sumirago.

## Monumenti e luoghi d'interesse

### Architetture religiose
- Chiesa di San Giovanni Evangelista (1760), con funzioni di parrocchiale[4]
- Chiesetta di San Genesio, un tempo di proprietà dei Visconti[4]

### Architetture civili

#### Castello di Caidate

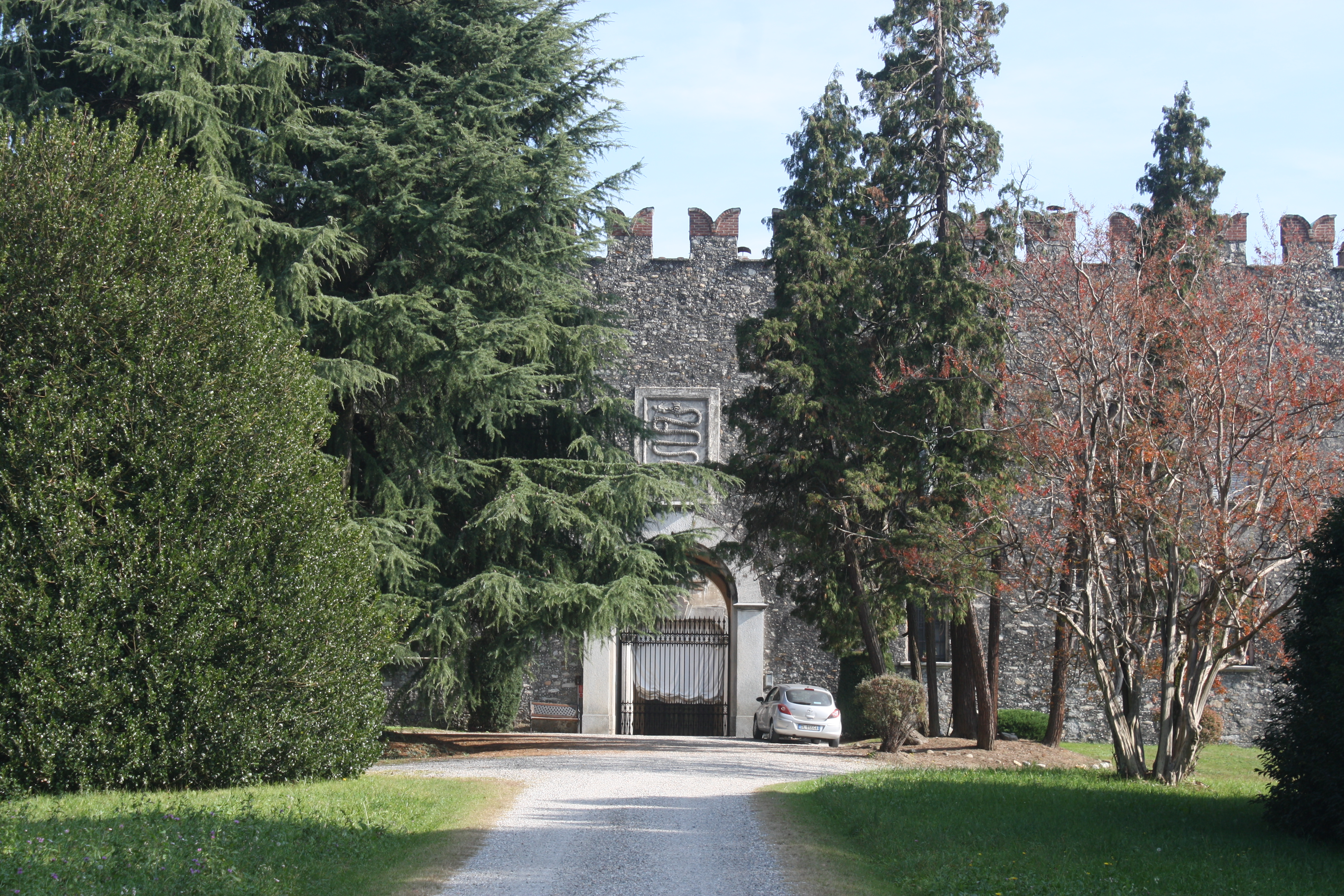
Il castello Visconti-Bigli-Confalonieri

Conosciuto anche come Castello Visconti-Bigli-Confalonieri, l'edificio nacque con funzioni militari, per poi venire riconvertito in una dimora signorile durante il Settecento.
Decentrato rispetto al resto del paese, aveva un'importanza strategica in quanto domina l'intera valle dell'Arno ed era possibile controllare i centri di Castronno e Albizzate. I Visconti ebbero il castello dal 1380 all'incirca sino al Seicento. La struttura architettonica su cui intervennero i conti Bigli, in una prima fase, ed i conti Confalonieri in un secondo tempo, è dunque grossomodo del XV secolo. La trasformazione in dimora signorile, che comportò la realizzazione di un porticato aperto verso il cortile, si deve ai Bigli, proprietari del castello a partire dal 1614. I Confalonieri che possedettero il castello dalla metà del secolo XVIII sino all'estinzione del loro casato, furono invece i committenti sia delle rielaborazioni in stile neoclassico-romantico sia della risistemazione del parco, affidata a Giuseppe Balzaretto. Dai Confalonieri, il castello passò in eredità ai Barbiano di Belgioioso, i quali tuttora fruiscono del maniero come residenza privata.

#### Altro
- Casa San Gaetano[4]